# パナソニック溶接システム
パナソニック溶接システム株式会社（英語: Panasonic Welding Systems Co., Ltd.）は、かつて存在した溶接機、溶接ロボットなどを手掛けていた日本の機械メーカーである。
2017年4月1日に吸収合併され、パナソニック スマートファクトリーソリューションズのひとつの事業部門となる。

## 概要
かつてパナソニックの社内カンパニーであるオートモーティブ＆インダストリアルシステムズ社に属し、同社34事業部のひとつであったスマートファクトリーソリューション事業部（現・プロセスオートメーション事業部）を構成していた。

## 主な製品

### 溶接
- アーク溶接機
- エアープラズマ切断機
- 交流アーク溶接機
- 抵抗溶接機
- アーク溶接ロボット

### レーザ
- マイクロソルダリング装置
- レーザ微細加工機
- CO2レーザ発振器

## 主要子会社
- パナソニック溶接システム加賀株式会社
- パナソニック溶接システム唐山有限公司
- パナソニック溶接システムインド社